# Juan Caramuel y Lobkowitz
Juan Caramuel y Lobkowitz   (Madrid, 23 de maig de 1606 - Vigevano, 7 de setembre de 1682) va ser un matemàtic, filòsof i eclesiàstic espanyol del segle xvii.

## Vida
Fill d'una noble de Bohèmia i d'un enginyer de Luxemburg aficionat a les matemàtiques i l'astronomia, Juan Caramuel va rebre una bona educació des de ben petit, tant pel seu pare com per l'escola jesuïta a la qual assistia. Va fer els seus estudis a la Universitat d'Alcalà, on va ingressar a l'orde del Cister, i a la Universitat de Salamanca. El 1638 va rebre el seu Magister a la Universitat de Lovaina on va romandre com a professor, malgrat els continus enfrontaments amb els jansenistes.
El 1644 es trasllada a Disibodenberg (Renània-Palatinat) on és nomenat abat del seu monestir, però només s'hi està uns pocs anys en ser nomenat el 1647 abat simultani de dos monestirs: a Viena i Praga. A Praga gaudirà de la protecció de l'emperador.
El 1655 va anar a viure a Roma, en ser nomenat papa el cardenal Fabio Chigi (Alexandre VII), i és nomenat consultor de la Santa Seu i de la Congregació dels Ritus, càrrecs en els quals no durarà gaire perquè el 1657 passa a ser bisbe de Satriano (Calàbria).
Finalment, el 1673 és nomenat bisbe de Vigevano (Llombardia), a la vora de Milà, on viurà fins a la fi dels seus dies.

## Obra

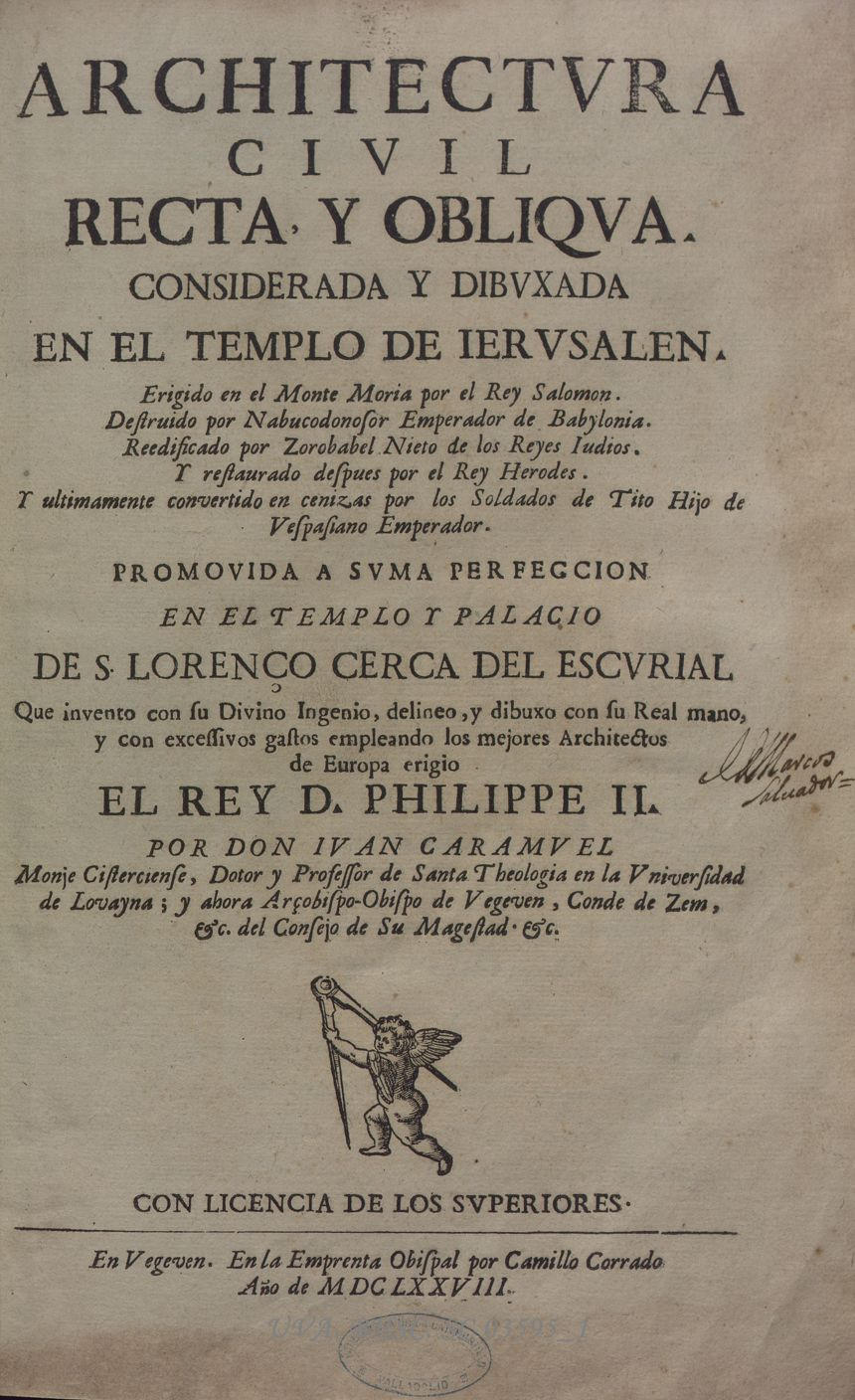
Arquitectura civil recta y oblicua, 1678.

Les obres de Caramuel pertanyen a una gran varietat de camps, essent els més importants la teologia, la filosofia, la lògica i el llenguatge, les matemàtiques i la història i la política. En conjunt, la seva obra és molt difícil de valorar i hi ha hagut crítics dispars que per una banda l'han elogiat, considerant-la paradigma barroc del cosmopolitisme i la modernitat, mentre d'altres l'han menystingut, considerant-la una de les més trasbalsades i capricioses que s'han escrit en matèria de divagacions artístiques i matemàtiques. Escriptor infatigable, va publicar uns setanta tractats i als arxius de Vigevano es conserven més de vint mil manuscrits inèdits. Com ha dit algun autor: les seves obres son tan nombroses que no inviten al seu estudi.
El seu tractat Arquitectura civil recta y oblicua va exercir una influència considerable en el desenvolupament de l'arquitectura barroca. A Catalunya hi ha diversos edificis on es fa palesa l'aplicació dels seus principis, per exemple el Palau Mercader de Barcelona.
En el camp de la teologia va intentar aplicar regles "matemàtiques", contribuint al que denominava Logica Moralis:
- 1640: In D. Benedicti regula commentarium
- Lovaina, 1643: Theologia Moralis ad prima eaquae clarissima principia reductio
- Franckfurt, 1646: Theologia regularis
- Lyon, 1663: Apotegma pro antiquissima et universalissima doctrina de probabilitate, obra que va ser inclosa en l'índex de llibres prohibits pel Vaticà.

En el camp de la filosofia va tractar fonamentalment temes relacionats amb la lògica:
- Lovaina, 1642: Rationalis et realis philosophia
- Franckfurt, 1654: Metalogica
- Franckfurt, 1654: Philosophia rationalis (publicat erròniament amb el títol de Theologia rationalis)
- Franckfurt, 1657: Apparatus philosophicus de omnibus scientiis et artibus breviter disputans
- Vigebano, 1681: Critica philosophica

En el camp de les matemàtiques:

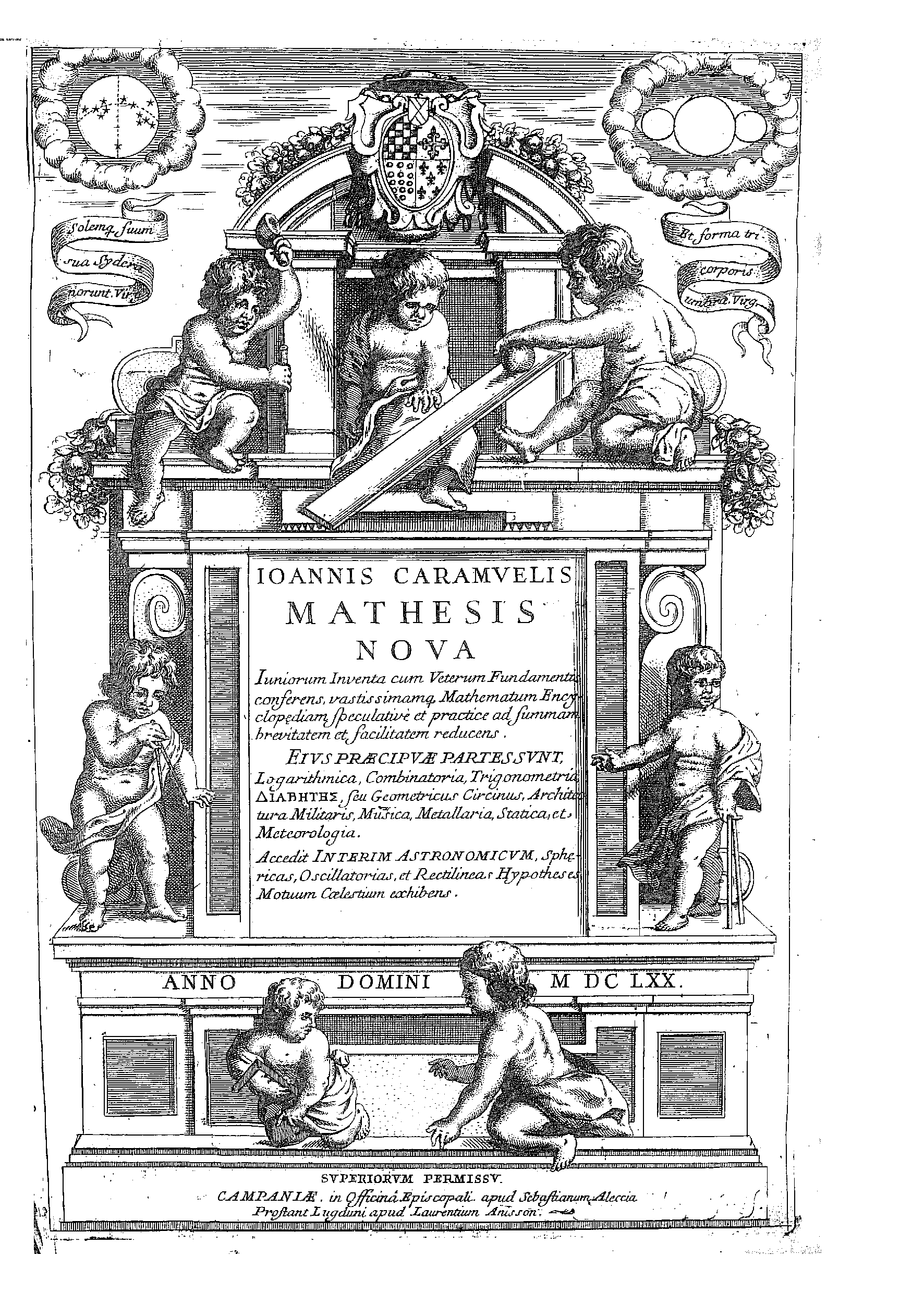
Mathesis nova, 1670

- Lovaina, 1642: Mathesis audax, en el qual ja introdueix la combinatòria com a mètode més fèrtil per a la seva epistemologia.[16]
- Lovaina, 1643: Novem Stellae circa Iovem
- Campania, 1670: Mathesis biceps, potser el seu llibre més interessant[17] en el qual sense haver-hi descobriments sensacionals, presenta algunes contribucions originals, exposant, per exemple, els sistemes de numeració en base {\displaystyle n\neq 10}[18] o un mètode de trisecció de l'angle.
- Vigevano, 1678: Architectura civil Recta y Obliqua

En altres camps es poden destacar:
- Roma, 1663: Primus Calamus, un tractat sobre història de la literatura, en el qual fa una relació de totes les seves obres publicades al començar.
- Anvers, 1639: Philippus, Carolis V filius, Lusitaniae legitimus rex demonstratus, on defense els drets de Felip II al tron de Portugal.